# Дауд, Индра Шахдан
Индра́ Шахда́н Дау́д (5 марта 1979, Сингапур) — сингапурский футболист, нападающий. Играл за сборную Сингапура.
Индра Шахдан стал первым футболистом-сингапурцем, забившим 100 голов в национальной лиге. В 2003 году он, подписав новый контракт с «Хоум Юнайтед», стал самым высокооплачиваемым сингапурским футболистом.
В 2003 году он был на стажировке в «Челси», в 2008 году — на просмотре в американском «Реал Солт-Лейк».
В составе сборной Индра Шахдан выигрывал Чемпионат Юго-Восточной Азии («Кубок Тигра») в 2004 и 2007 годах. С 2007 года он является капитаном сборной.